# Országok listája az emberi fejlettségi index alapján
Az emberi fejlettségi index (angol nyelven: Human Developement Index) az ENSZ Fejlesztési Program (United Nations Developement Program) éves jelentése.
A Humán Fejlettségi Index egy összehasonlítási alapot képező mutató, amelyet az adott országban lévő
- születéskor várható élettartam,
- az emberek műveltsége,
- az oktatás,
- az életszínvonal,
- az életminőség

alapján állítanak össze világviszonylatban összevetve a különböző országokat. Általánosságban véve e mutató az emberi jólét mérőszáma, különös tekintettel a gyermekek jólétére. E mérőszámot arra használják a szakemberek, hogy különbséget lehessen tenni a fejlett államok, a fejlődő államok és a fejletlen államok között, illetve még arra, hogy kimutassák a gazdasági lépések hatásait az emberek életminőségére. E mérőszámot az 1990-es években Mahbub ul Haq pakisztáni és Amartya Sen indiai közgazdászok fejlesztették ki.

A világ emberi fejlettségi index térképe 2018-ban
0,800–1,000 (nagyon magas)
0,700–0,799 (magas)
0,555–0,699 (közepes)
0,350–0,554 (alacsony)
nincs adat

Az országokat 4 csoportba sorolják, a csoportok a következők:
- Nagyon magas humán fejlettség
- Magas humán fejlettség
- Közepes humán fejlettség
- Alacsony humán fejlettség

## Az országok listája az emberi fejlettségi indexük (HDI) alapján
- = emelkedett
- = stagnált
- = csökkent

### 2023-as ranglista
Magyarország a 46. helyre került a globális listán, Chile és Argentína közé.

| No. | változás 2015 óta | ország vagy terület                   | HDI érték | %-os változás 2010–2023 között |
| --- | ----------------- | ------------------------------------- | --------- | ------------------------------ |
| 1   | (2)               | Izland                                | 0.972     | 0.28%                          |
| 2   | (1)               | Norvégia                              | 0.970     | 0.25%                          |
| 2   | Állandó           | Svájc                                 | 0.970     | 0.24%                          |
| 4   | (2)               | Dánia                                 | 0.962     | 0.35%                          |
| 5   | (1)               | Németország                           | 0.959     | 0.19%                          |
| 5   | Állandó           | Svédország                            | 0.959     | 0.38%                          |
| 7   | (1)               | Ausztrália                            | 0.958     | 0.20%                          |
| 8   | (2)               | Hollandia                             | 0.955     | 0.26%                          |
| 8   | (1)               | Hongkong                              | 0.955     | 0.38%                          |
| 10  | (3)               | Belgium                               | 0.951     | 0.26%                          |
| 11  | (4)               | Írország                              | 0.949     | 0.38%                          |
| 12  | (4)               | Finnország                            | 0.948     | 0.27%                          |
| 13  | (2)               | Szingapúr                             | 0.946     | 0.25%                          |
| 13  | (2)               | Egyesült Királyság                    | 0.946     | 0.24%                          |
| 15  | (27)              | Egyesült Arab Emírségek               | 0.940     | 1.04%                          |
| 16  | (2)               | Kanada                                | 0.939     | 0.22%                          |
| 17  | (1)               | Liechtenstein                         | 0.938     | 0.23%                          |
| 17  | (5)               | Új-Zéland                             | 0.938     | 0.13%                          |
| 17  | Állandó           | USA                                   | 0.938     | 0.10%                          |
| 20  | (1)               | Dél-Korea                             | 0.937     | 0.36%                          |
| 21  | (2)               | Szlovénia                             | 0.931     | 0.33%                          |
| 22  | (3)               | Ausztria                              | 0.930     | 0.21%                          |
| 23  | (3)               | Japán                                 | 0.925     | 0.16%                          |
| 24  | (5)               | Málta                                 | 0.924     | 0.50%                          |
| 25  | (3)               | Luxemburg                             | 0.922     | 0.14%                          |
| 26  | (1)               | Franciaország                         | 0.920     | 0.28%                          |
| 27  | (3)               | Izrael                                | 0.919     | 0.26%                          |
| 28  | Állandó           | Spanyolország                         | 0.918     | 0.40%                          |
| 29  | (3)               | Csehország                            | 0.915     | 0.22%                          |
| 29  | (1)               | Olaszország                           | 0.915     | 0.30%                          |
| 29  | (2)               | San Marino                            | 0.915     | 0.32%                          |
| 32  | (1)               | Andorra                               | 0.913     | 0.20%                          |
| 32  | (3)               | Ciprus                                | 0.913     | 0.45%                          |
| 34  | (3)               | Görögország                           | 0.908     | 0.18%                          |
| 35  | (1)               | Lengyelország                         | 0.906     | 0.35%                          |
| 36  | (5)               | Észtország                            | 0.905     | 0.33%                          |
| 37  | (9)               | Szaúd-Arábia                          | 0.900     | 0.70%                          |
| 38  | (1)               | Bahrein                               | 0.899     | 0.80%                          |
| 39  | (4)               | Litvánia                              | 0.895     | 0.32%                          |
| 40  | (2)               | Portugália                            | 0.890     | 0.42%                          |
| 41  | (1)               | Horvátország                          | 0.889     | 0.53%                          |
| 41  | (4)               | Lettország                            | 0.889     | 0.51%                          |
| 43  | (4)               | Katar                                 | 0.886     | 0.45%                          |
| 44  | (6)               | Szlovákia                             | 0.880     | 0.14%                          |
| 45  | (1)               | Chile                                 | 0.878     | 0.47%                          |
| 46  | (1)               | Magyarország                          | 0.870     | 0.22%                          |
| 47  | (7)               | Argentína                             | 0.865     | 0.15%                          |
| 48  | Állandó           | Montenegró                            | 0.862     | 0.38%                          |
| 48  | (13)              | Uruguay                               | 0.862     | 0.47%                          |
| 50  | (1)               | Omán                                  | 0.858     | 0.22%                          |
| 51  | (7)               | Törökország                           | 0.853     | 1.10%                          |
| 52  | (1)               | Kuvait                                | 0.852     | 0.36%                          |
| 53  | (5)               | Antigua és Barbuda                    | 0.851     | 0.18%                          |
| 54  | (5)               | Seychelle-szigetek                    | 0.848     | 0.30%                          |
| 55  | (1)               | Bulgária                              | 0.845     | 0.09%                          |
| 55  | (2)               | Románia                               | 0.845     | 0.14%                          |
| 57  | (6)               | Grúzia                                | 0.844     | 0.54%                          |
| 58  | (4)               | Saint Kitts és Nevis                  | 0.840     | 0.49%                          |
| 59  | (6)               | Panama                                | 0.839     | 0.47%                          |
| 60  | (12)              | Brunei                                | 0.837     | 0.13%                          |
| 60  | (1)               | Kazahsztán                            | 0.837     | 0.38%                          |
| 62  | (3)               | Costa Rica                            | 0.833     | 0.39%                          |
| 62  | (5)               | Szerbia                               | 0.833     | 0.39%                          |
| 64  | (12)              | Oroszország                           | 0.832     | 0.25%                          |
| 65  | (10)              | Fehéroroszország                      | 0.824     | 0.12%                          |
| 66  | (3)               | Bahama-szigetek                       | 0.820     | 0.21%                          |
| 67  | (2)               | Malajzia                              | 0.819     | 0.41%                          |
| 68  | (4)               | Macedónia                             | 0.815     | 0.21%                          |
| 69  | (9)               | Barbados                              | 0.811     | 0.18%                          |
| 69  | Állandó           | Örményország                          | 0.811     | 0.52%                          |
| 71  | Állandó           | Albánia                               | 0.810     | 0.25%                          |
| 72  | (10)              | Trinidad és Tobago                    | 0.807     | 0.30%                          |
| 73  | Állandó           | Mauritius                             | 0.806     | 0.44%                          |
| 74  | (7)               | Bosznia-Hercegovina                   | 0.804     | 0.68%                          |
| 75  | (1)               | Irán                                  | 0.799     | 0.26%                          |
| 76  | (11)              | Saint Vincent és a Grenadine-szigetek | 0.798     | 0.17%                          |
| 76  | (2)               | Thaiföld                              | 0.798     | 0.65%                          |
| 78  | (16)              | Kína                                  | 0.797     | 1.02%                          |
| 79  | (5)               | Peru                                  | 0.794     | 0.42%                          |
| 80  | (4)               | Grenada                               | 0.791     | 0.15%                          |
| 81  | (1)               | Azerbajdzsán                          | 0.789     | 0.30%                          |
| 81  | (2)               | Mexikó                                | 0.789     | 0.37%                          |
| 83  | (3)               | Kolumbia                              | 0.788     | 0.29%                          |
| 84  | (4)               | Brazília                              | 0.786     | 0.43%                          |
| 84  | (17)              | Palau                                 | 0.786     | 0.23%                          |
| 86  | (5)               | Moldova                               | 0.785     | 0.53%                          |
| 87  | (10)              | Ukrajna                               | 0.779     | 0.35%                          |
| 88  | Állandó           | Ecuador                               | 0.777     | 0.32%                          |
| 89  | (6)               | Dominikai Köztársaság                 | 0.776     | 0.67%                          |
| 89  | (33)              | Guyana                                | 0.776     | 1.11%                          |
| 89  | (8)               | Srí Lanka                             | 0.776     | 0.50%                          |
| 92  | (4)               | Tonga                                 | 0.769     | 0.35%                          |
| 93  | (10)              | Maldív-szigetek                       | 0.766     | 0.81%                          |
| 93  | (16)              | Vietnám                               | 0.766     | 0.60%                          |
| 95  | (8)               | Türkmenisztán                         | 0.764     | 0.52%                          |
| 96  | (3)               | Algéria                               | 0.763     | 0.27%                          |
| 97  | (16)              | Kuba                                  | 0.762     | 0.16%                          |
| 98  | Állandó           | Dominikai Közösség                    | 0.761     | 0.06%                          |
| 99  | Állandó           | Paraguay                              | 0.756     | 0.36%                          |
| 100 | (15)              | Egyiptom                              | 0.754     | 0.73%                          |
| 100 | (4)               | Jordánia                              | 0.754     | 0.10%                          |
| 102 | (12)              | Libanon                               | 0.752     | 0.29%                          |
| 103 | (11)              | Saint Lucia                           | 0.748     | 0.07%                          |
| 104 | (11)              | Mongólia                              | 0.747     | 0.48%                          |
| 105 | (4)               | Tunézia                               | 0.746     | 0.22%                          |
| 106 | (1)               | Dél-afrikai Köztársaság               | 0.741     | 0.50%                          |
| 107 | (7)               | Üzbegisztán                           | 0.740     | 0.62%                          |
| 108 | (8)               | Bolívia                               | 0.733     | 0.45%                          |
| 108 | (1)               | Gabon                                 | 0.733     | 0.46%                          |
| 108 | (11)              | Marshall-szigetek                     | 0.733     | N/A                            |
| 111 | (9)               | Botswana                              | 0.731     | 0.69%                          |
| 111 | (1)               | Fidzsi-szigetek                       | 0.731     | 0.35%                          |
| 113 | (4)               | Indonézia                             | 0.728     | 0.56%                          |
| 114 | (6)               | Suriname                              | 0.722     | 0.07%                          |
| 115 | (9)               | Belize                                | 0.721     | 0.23%                          |
| 115 | (14)              | Líbia                                 | 0.721     | 0.31%                          |
| 117 | (6)               | Jamaica                               | 0.720     | 0.06%                          |
| 117 | (1)               | Kirgizisztán                          | 0.720     | 0.49%                          |
| 117 | (3)               | Fülöp-szigetek                        | 0.720     | 0.45%                          |
| 120 | (7)               | Marokkó                               | 0.710     | 1.21%                          |
| 121 | (37)              | Venezuela                             | 0.709     | 0.68%                          |
| 122 | (9)               | Szamoa                                | 0.708     | 0.02%                          |
| 123 | Állandó           | Nicaragua                             | 0.706     | 0.76%                          |
| 124 | (2)               | Nauru                                 | 0.703     | 1.84%                          |
| 125 | (9)               | Bhután                                | 0.698     | 1.32%                          |
| 126 | (16)              | Eswatini                              | 0.695     | 1.70%                          |
| 126 | (2)               | Irak                                  | 0.695     | 0.57%                          |
| 128 | Állandó           | Tádzsikisztán                         | 0.691     | 0.61%                          |
| 129 | (1)               | Tuvalu                                | 0.689     | 0.39%                          |
| 130 | (9)               | Banglades                             | 0.685     | 1.54%                          |
| 130 | (5)               | India                                 | 0.685     | 0.99%                          |
| 132 | (7)               | El Salvador                           | 0.678     | 0.21%                          |
| 133 | (2)               | Egyenlítői-Guinea                     | 0.674     | 0.54%                          |
| 133 | (21)              | Palesztina                            | 0.674     | 0.33%                          |
| 135 | (7)               | Zöld-foki Köztársaság                 | 0.668     | 0.15%                          |
| 136 | Állandó           | Namíbia                               | 0.665     | 0.36%                          |
| 137 | (4)               | Guatemala                             | 0.662     | 0.21%                          |
| 138 | (6)               | Kongói Köztársaság                    | 0.649     | 0.17%                          |
| 139 | (1)               | Honduras                              | 0.645     | 0.38%                          |
| 140 | (2)               | Kiribati                              | 0.644     | 0.61%                          |
| 141 | Állandó           | São Tomé és Príncipe                  | 0.637     | 0.86%                          |
| 142 | (5)               | Kelet-Timor                           | 0.634     | 1.01%                          |
| 143 | (4)               | Ghána                                 | 0.628     | 0.44%                          |
| 143 | (5)               | Kenya                                 | 0.628     | 0.82%                          |
| 145 | (5)               | Nepál                                 | 0.622     | 0.85%                          |
| 146 | Állandó           | Vanuatu                               | 0.621     | 0.50%                          |
| 147 | (4)               | Laosz                                 | 0.617     | 0.90%                          |
| 148 | (3)               | Angola                                | 0.616     | 1.14%                          |
| 149 | (6)               | Mikronézia                            | 0.615     | 0.13%                          |
| 150 | (3)               | Mianmar                               | 0.609     | 1.54%                          |
| 151 | (5)               | Kambodzsa                             | 0.606     | 0.85%                          |
| 152 | (2)               | Comore-szigetek                       | 0.603     | 0.94%                          |
| 153 | (1)               | Zimbabwe                              | 0.598     | 1.12%                          |
| 154 | Állandó           | Zambia                                | 0.595     | 0.63%                          |
| 155 | (5)               | Kamerun                               | 0.588     | 1.10%                          |
| 156 | (7)               | Salamon-szigetek                      | 0.584     | 0.13%                          |
| 157 | (10)              | Elefántcsontpart                      | 0.582     | 1.07%                          |
| 157 | (3)               | Uganda                                | 0.582     | 0.80%                          |
| 159 | (5)               | Ruanda                                | 0.578     | 1.02%                          |
| 160 | (1)               | Pápua Új-Guinea                       | 0.576     | 1.12%                          |
| 161 | (4)               | Togo                                  | 0.571     | 1.29%                          |
| 162 | (3)               | Szíria                                | 0.564     | 1.42%                          |
| 163 | (5)               | Mauritánia                            | 0.563     | 0.51%                          |
| 164 | (2)               | Nigéria                               | 0.560     | 0.97%                          |
| 165 | (1)               | Tanzánia                              | 0.555     | 0.64%                          |
| 166 | (9)               | Haiti                                 | 0.554     | 1.74%                          |
| 167 | (1)               | Lesotho                               | 0.550     | 0.86%                          |
| 168 | (5)               | Pakisztán                             | 0.544     | 0.71%                          |
| 169 | (1)               | Szenegál                              | 0.530     | 0.80%                          |
| 170 | (5)               | Gambia                                | 0.524     | 0.82%                          |
| 171 | (8)               | Kongói Demokratikus Köztársaság       | 0.522     | 1.06%                          |
| 172 | (1)               | Malawi                                | 0.517     | 0.81%                          |
| 173 | (4)               | Benin                                 | 0.515     | 0.39%                          |
| 174 | (2)               | Bissau-Guinea                         | 0.514     | 0.76%                          |
| 175 | (6)               | Dzsibuti                              | 0.513     | 1.67%                          |
| 176 | (3)               | Szudán                                | 0.511     | 0.45%                          |
| 177 | Állandó           | Libéria                               | 0.510     | 0.48%                          |
| 178 | (1)               | Eritrea                               | 0.503     | 0.62%                          |
| 179 | (3)               | Guinea                                | 0.500     | 1.06%                          |
| 180 | (4)               | Etiópia                               | 0.497     | 1.55%                          |
| 181 | (7)               | Afganisztán                           | 0.496     | 0.24%                          |
| 182 | (1)               | Mozambik                              | 0.493     | 1.04%                          |
| 183 | (11)              | Madagaszkár                           | 0.487     | 0.02%                          |
| 184 | (4)               | Jemen                                 | 0.470     | 1.30%                          |
| 185 | Állandó           | Sierra Leone                          | 0.467     | 0.80%                          |
| 186 | (1)               | Burkina Faso                          | 0.459     | 1.37%                          |
| 187 | (2)               | Burundi                               | 0.439     | 0.32%                          |
| 188 | Állandó           | Mali                                  | 0.419     | 0.08%                          |
| 188 | (3)               | Niger                                 | 0.419     | 1.34%                          |
| 190 | (1)               | Csád                                  | 0.416     | 0.66%                          |
| 191 | (1)               | Közép-afrikai Köztársaság             | 0.414     | 0.58%                          |
| 192 | N/A               | Szomália                              | 0.404     | N/A                            |
| 193 | Állandó           | Dél-Szudán                            | 0.388     | 0.61%                          |

### 2018-as ranglista
| Helyezés      | Helyezés             | Ország                  | HDI           | HDI                  |
| 2018-as hely. | Változás előző évről | Ország                  | 2018-as érték | Változás előző évről |
| ------------- | -------------------- | ----------------------- | ------------- | -------------------- |
| 1             | Állandó              | Norvégia                | 0,953         | 0,002                |
| 2             | Állandó              | Svájc                   | 0,944         | 0,001                |
| 3             | Állandó              | Ausztrália              | 0,939         | 0,001                |
| 4             | Állandó              | Írország                | 0,938         | 0,004                |
| 5             | (1)                  | Németország             | 0,936         | 0,002                |
| 6             | Állandó              | Izland                  | 0,935         | 0,002                |
| 7             | (1)                  | Hongkong                | 0,933         | 0,003                |
| 7             | Állandó              | Svédország              | 0,933         | 0,001                |
| 9             | (1)                  | Szingapúr               | 0,932         | 0,002                |
| 10            | Állandó              | Hollandia               | 0,931         | 0,003                |
| 11            | (1)                  | Dánia                   | 0,929         | 0,001                |
| 12            | Állandó              | Kanada                  | 0,926         | 0,004                |
| 13            | (1)                  | USA                     | 0,924         | 0,002                |
| 14            | Állandó              | Egyesült Királyság      | 0,922         | 0,002                |
| 15            | Állandó              | Finnország              | 0,920         | 0,002                |
| 16            | Állandó              | Új-Zéland               | 0,917         | 0,002                |
| 17            | (1)                  | Belgium                 | 0,916         | 0,001                |
| 17            | (1)                  | Liechtenstein           | 0,916         | 0,001                |
| 19            | Állandó              | Japán                   | 0,909         | 0,002                |
| 20            | Állandó              | Ausztria                | 0,908         | 0,002                |
| 21            | Állandó              | Luxemburg               | 0,904         | 0,001                |
| 22            | Állandó              | Izrael                  | 0,903         | 0,001                |
| 22            | (1)                  | Dél-Korea               | 0,903         | 0,003                |
| 24            | Állandó              | Franciaország           | 0,901         | 0,002                |
| 25            | Állandó              | Szlovénia               | 0,896         | 0,002                |
| 26            | Állandó              | Spanyolország           | 0,891         | 0,002                |
| 27            | Állandó              | Csehország              | 0,888         | 0,003                |
| 28            | Állandó              | Olaszország             | 0,880         | 0,002                |
| 29            | Állandó              | Málta                   | 0,878         | 0,003                |
| 30            | Állandó              | Észtország              | 0,871         | 0,003                |
| 31            | (1)                  | Görögország             | 0,870         | 0,002                |
| 32            | Állandó              | Ciprus                  | 0,869         | 0,002                |
| 33            | (1)                  | Lengyelország           | 0,865         | 0,005                |
| 34            | (1)                  | Egyesült Arab Emírségek | 0,863         | 0,001                |
| 35            | Állandó              | Andorra                 | 0,858         | 0,002                |
| 35            | (1)                  | Litvánia                | 0,858         | 0,003                |
| 37            | (1)                  | Katar                   | 0,856         | 0,001                |
| 38            | (1)                  | Szlovákia               | 0,855         | 0,002                |
| 39            | (1)                  | Brunei                  | 0,853         | 0,001                |
| 39            | (1)                  | Szaúd-Arábia            | 0,853         | 0,001                |
| 41            | (2)                  | Lettország              | 0,847         | 0,003                |
| 41            | (1)                  | Portugália              | 0,847         | 0,002                |
| 43            | (2)                  | Bahrein                 | 0,846         | Állandó              |
| 44            | Állandó              | Chile                   | 0,843         | 0,001                |
| 45            | Állandó              | Magyarország            | 0,838         | 0,003                |
| 46            | Állandó              | Horvátország            | 0,831         | 0,003                |
| 47            | Állandó              | Argentína               | 0,825         | 0,003                |
| 48            | (1)                  | Omán                    | 0,821         | 0,001                |
| 49            | Állandó              | Oroszország             | 0,816         | 0,001                |
| 50            | Állandó              | Montenegró              | 0,814         | 0,004                |
| 51            | (1)                  | Bulgária                | 0,813         | 0,003                |
| 52            | Állandó              | Románia                 | 0,811         | 0,004                |
| 53            | (1)                  | Fehéroroszország        | 0,808         | 0,003                |
| 54            | (1)                  | Bahama-szigetek         | 0,807         | 0,001                |
| 55            | (1)                  | Uruguay                 | 0,804         | 0,002                |
| 56            | (1)                  | Kuvait                  | 0,803         | 0,001                |
| 57            | Állandó              | Malajzia                | 0,802         | 0,003                |
| 58            | (1)                  | Barbados                | 0,800         | 0,001                |
| 58            | (2)                  | Kazahsztán              | 0,800         | 0,003                |

| Helyezés      | Helyezés             | Ország                                | HDI           | HDI                  |
| 2018-as hely. | Változás előző évről | Ország                                | 2018-as érték | Változás előző évről |
| ------------- | -------------------- | ------------------------------------- | ------------- | -------------------- |
| 60            | (1)                  | Irán                                  | 0,798         | 0,002                |
| 60            | (2)                  | Palau                                 | 0,798         | Állandó              |
| 62            | Állandó              | Seychelle-szigetek                    | 0,797         | 0,004                |
| 63            | Állandó              | Costa Rica                            | 0,794         | 0,003                |
| 64            | (1)                  | Törökország                           | 0,791         | 0,004                |
| 65            | (1)                  | Mauritius                             | 0,790         | 0,002                |
| 66            | Állandó              | Panama                                | 0,789         | 0,004                |
| 67            | Állandó              | Szerbia                               | 0,787         | 0,002                |
| 68            | (1)                  | Albánia                               | 0,785         | 0,003                |
| 69            | (3)                  | Trinidad és Tobago                    | 0,784         | 0,004                |
| 70            | Állandó              | Antigua és Barbuda                    | 0,780         | 0,002                |
| 70            | (1)                  | Grúzia                                | 0,780         | 0,004                |
| 72            | Állandó              | Saint Kitts és Nevis                  | 0,778         | 0,004                |
| 73            | (1)                  | Kuba                                  | 0,777         | 0,003                |
| 74            | Állandó              | Mexikó                                | 0,774         | 0,002                |
| 75            | Állandó              | Grenada                               | 0,772         | 0,002                |
| 76            | Állandó              | Srí Lanka                             | 0,770         | 0,002                |
| 77            | Állandó              | Bosznia-Hercegovina                   | 0,768         | 0,002                |
| 78            | (1)                  | Venezuela                             | 0,761         | 0,005                |
| 79            | Állandó              | Brazília                              | 0,759         | 0,001                |
| 80            | Állandó              | Azerbajdzsán                          | 0,757         | Állandó              |
| 80            | (2)                  | Libanon                               | 0,757         | 0,004                |
| 80            | (1)                  | Macedónia                             | 0,757         | 0,001                |
| 83            | Állandó              | Örményország                          | 0,755         | 0,006                |
| 83            | (1)                  | Thaiföld                              | 0,755         | 0,007                |
| 85            | Állandó              | Algéria                               | 0,754         | 0,002                |
| 86            | (1)                  | Kína                                  | 0,752         | 0,004                |
| 86            | Állandó              | Ecuador                               | 0,752         | 0,003                |
| 88            | (2)                  | Ukrajna                               | 0,751         | 0,005                |
| 89            | (1)                  | Peru                                  | 0,750         | 0,002                |
| 90            | (1)                  | Kolumbia                              | 0,747         | Állandó              |
| 90            | (1)                  | Saint Lucia                           | 0,747         | 0,002                |
| 92            | (1)                  | Fidzsi-szigetek                       | 0,741         | 0,003                |
| 92            | Állandó              | Mongólia                              | 0,741         | 0,002                |
| 94            | (1)                  | Dominikai Köztársaság                 | 0,736         | 0,003                |
| 95            | (1)                  | Jordánia                              | 0,735         | Állandó              |
| 95            | (1)                  | Tunézia                               | 0,735         | 0,003                |
| 97            | (1)                  | Jamaica                               | 0,732         | Állandó              |
| —             | —                    | Világ-átlag                           | 0,728         | 0,002                |
| 98            | Állandó              | Tonga                                 | 0,726         | 0,002                |
| 99            | Állandó              | Saint Vincent és a Grenadine-szigetek | 0,723         | 0,002                |
| 100           | Állandó              | Suriname                              | 0,720         | 0,001                |
| 101           | (1)                  | Botswana                              | 0,717         | 0,005                |
| 101           | (1)                  | Maldív-szigetek                       | 0,717         | 0,005                |
| 103           | (1)                  | Dominikai Közösség                    | 0,715         | 0,003                |
| 104           | Állandó              | Szamoa                                | 0,713         | 0,002                |
| 105           | (2)                  | Üzbegisztán                           | 0,710         | 0,007                |
| 106           | (1)                  | Belize                                | 0,708         | 0,001                |
| 106           | New                  | Marshall-szigetek                     | 0,708         | New                  |
| 108           | (7)                  | Líbia                                 | 0,706         | 0,013                |
| 108           | (1)                  | Türkmenisztán                         | 0,706         | 0,001                |
| 110           | Állandó              | Gabon                                 | 0,702         | 0,004                |
| 110           | (1)                  | Paraguay                              | 0,702         | Állandó              |
| 112           | (1)                  | Moldova                               | 0,700         | 0,003                |

### 2012/13-as lista
- A táblázatban szereplő sorrend az országok jelenlegi rangsorát fejezi ki, amely mellett a 2011-es jelentés rangsorához képest való elmozdulást jelentik a nyilak.

Ezt a beszámolót 2013. március 14-én hozták nyilvánosságra, amely a 2012-es adatokon alapuló becslésekből tevődik össze. Az ENSZ tagállamai közül 185 szerepel a jelentésben, illetve Hongkong és a palesztin területek, ugyanakkor 8 tagállam ( Monaco,  San Marino,  Szomália,  Dél-Szudán,  Nauru,  Tuvalu, a  Marshall-szigetek és  Észak-Korea) adatait nem tüntetik fel.
A felsorolásban nem szerepelnek a nemzetközileg el nem ismert de facto országok, a vitatott státuszú  Nyugat-Szahara és a függő területek sem, holott főleg ez utóbbiak némelyikének adatai eltérhetnek az anyaországétól.
| Rangsor                                  | Rangsor                                                  | Ország                    | HDI                                      | HDI                                                                                      |
| Új 2013-as becslések 2012-re vonatkozóan | Változások a 2013-as rangsorban a 2011-eshez viszonyítva | Ország                    | Új 2013-as becslések 2012-re vonatkozóan | Változások összehasonlítása a 2012-es adatok és a 2010-es javított adatok összevetésével |
| ---------------------------------------- | -------------------------------------------------------- | ------------------------- | ---------------------------------------- | ---------------------------------------------------------------------------------------- |
| 1                                        | Állandó                                                  | Norvégia                  | 0,955                                    | 0,003                                                                                    |
| 2                                        | Állandó                                                  | Ausztrália                | 0,938                                    | 0,003                                                                                    |
| 3                                        | (1)                                                      | Amerikai Egyesült Államok | 0,937                                    | 0,003                                                                                    |
| 4                                        | (1)                                                      | Hollandia                 | 0,921                                    | 0,002                                                                                    |
| 5                                        | (4)                                                      | Németország               | 0,920                                    | 0,004                                                                                    |
| 6                                        | (1)                                                      | Új-Zéland                 | 0,919                                    | 0,002                                                                                    |
| 7                                        | (2)                                                      | Írország                  | 0,916                                    | Állandó                                                                                  |
| 7                                        | (3)                                                      | Svédország                | 0,916                                    | 0,003                                                                                    |
| 9                                        | (2)                                                      | Svájc                     | 0,913                                    | 0,001                                                                                    |
| 10                                       | (2)                                                      | Japán                     | 0,912                                    | 0,003                                                                                    |
| 11                                       | (5)                                                      | Kanada                    | 0,911                                    | 0,002                                                                                    |
| 12                                       | (3)                                                      | Dél-Korea                 | 0,909                                    | 0,004                                                                                    |
| 13                                       | Állandó                                                  | Hongkong                  | 0,906                                    | 0,006                                                                                    |
| 13                                       | Állandó                                                  | Izland                    | 0,906                                    | 0,005                                                                                    |
| 15                                       | (1)                                                      | Dánia                     | 0,901                                    | 0,002                                                                                    |
| 16                                       | (1)                                                      | Izrael                    | 0,900                                    | 0,004                                                                                    |
| 17                                       | (1)                                                      | Belgium                   | 0,897                                    | 0,001                                                                                    |
| 18                                       | (1)                                                      | Ausztria                  | 0,895                                    | 0,003                                                                                    |
| 18                                       | (8)                                                      | Szingapúr                 | 0,895                                    | 0,003                                                                                    |
| 20                                       | Állandó                                                  | Franciaország             | 0,893                                    | 0,002                                                                                    |
| 21                                       | (1)                                                      | Finnország                | 0,892                                    | 0,002                                                                                    |
| 21                                       | (1)                                                      | Szlovénia                 | 0,892                                    | Állandó                                                                                  |
| 23                                       | Állandó                                                  | Spanyolország             | 0,885                                    | 0,001                                                                                    |
| 24                                       | (16)                                                     | Liechtenstein             | 0,883                                    | 0,001                                                                                    |
| 25                                       | (1)                                                      | Olaszország               | 0,881                                    | Állandó                                                                                  |
| 26                                       | (1)                                                      | Luxemburg                 | 0,875                                    | Állandó                                                                                  |
| 26                                       | (2)                                                      | Egyesült Királyság        | 0,875                                    | 0,001                                                                                    |
| 28                                       | (1)                                                      | Csehország                | 0,873                                    | 0,002                                                                                    |
| 29                                       | Állandó                                                  | Görögország               | 0,860                                    | 0,001                                                                                    |
| 30                                       | (2)                                                      | Brunei                    | 0,855                                    | 0,001                                                                                    |
| 31                                       | Állandó                                                  | Ciprus                    | 0,848                                    | 0,001                                                                                    |
| 32                                       | (4)                                                      | Málta                     | 0,847                                    | 0,003                                                                                    |
| 33                                       | (1)                                                      | Andorra                   | 0,846                                    | Állandó                                                                                  |
| 33                                       | (1)                                                      | Észtország                | 0,846                                    | 0,007                                                                                    |
| 35                                       | Állandó                                                  | Szlovákia                 | 0,840                                    | 0,004                                                                                    |
| 36                                       | (1)                                                      | Katar                     | 0,834                                    | 0,007                                                                                    |
| 37                                       | (1)                                                      | Magyarország              | 0,831                                    | 0,002                                                                                    |
| 38                                       | (9)                                                      | Barbados                  | 0,825                                    | 0,002                                                                                    |
| 39                                       | Állandó                                                  | Lengyelország             | 0,821                                    | 0,004                                                                                    |
| 40                                       | (3)                                                      | Chile                     | 0,819                                    | 0,006                                                                                    |
| 41                                       | (1)                                                      | Litvánia                  | 0,818                                    | 0,008                                                                                    |
| 41                                       | (11)                                                     | Egyesült Arab Emírségek   | 0,818                                    | 0,002                                                                                    |
| 43                                       | (2)                                                      | Portugália                | 0,816                                    | 0,001                                                                                    |
| 44                                       | (1)                                                      | Lettország                | 0,814                                    | 0,009                                                                                    |
| 45                                       | Állandó                                                  | Argentína                 | 0,811                                    | 0,006                                                                                    |
| 46                                       | (6)                                                      | Seychelle-szigetek        | 0,806                                    | 0,007                                                                                    |
| 47                                       | (1)                                                      | Horvátország              | 0,805                                    | 0,001                                                                                    |

| Rangsor                                  | Rangsor                                                  | Ország                                | HDI                                      | HDI                                                                                      |
| Új 2013-as becslések 2012-re vonatkozóan | Változások a 2013-as rangsorban a 2011-eshez viszonyítva | Ország                                | Új 2013-as becslések 2012-re vonatkozóan | Változások összehasonlítása a 2012-es adatok és a 2010-es javított adatok összevetésével |
| ---------------------------------------- | -------------------------------------------------------- | ------------------------------------- | ---------------------------------------- | ---------------------------------------------------------------------------------------- |
| 48                                       | (6)                                                      | Bahrein                               | 0,796                                    | 0,002                                                                                    |
| 49                                       | (4)                                                      | Bahama-szigetek                       | 0,794                                    | 0,003                                                                                    |
| 50                                       | (15)                                                     | Fehéroroszország                      | 0,793                                    | 0,008                                                                                    |
| 51                                       | (3)                                                      | Uruguay                               | 0,792                                    | 0,007                                                                                    |
| 52                                       | (1)                                                      | Montenegró                            | 0,791                                    | 0,004                                                                                    |
| 52                                       | (3)                                                      | Palau                                 | 0,791                                    | 0,012                                                                                    |
| 54                                       | (8)                                                      | Kuvait                                | 0,790                                    | 0,004                                                                                    |
| 55                                       | (11)                                                     | Oroszország                           | 0,788                                    | 0,006                                                                                    |
| 56                                       | (6)                                                      | Románia                               | 0,786                                    | 0,003                                                                                    |
| 57                                       | (4)                                                      | Bulgária                              | 0,782                                    | 0,004                                                                                    |
| 57                                       | (1)                                                      | Szaúd-Arábia                          | 0,782                                    | 0,005                                                                                    |
| 59                                       | (8)                                                      | Kuba                                  | 0,780                                    | 0,005                                                                                    |
| 59                                       | (1)                                                      | Panama                                | 0,780                                    | 0,010                                                                                    |
| 61                                       | (5)                                                      | Mexikó                                | 0,775                                    | 0,005                                                                                    |
| 62                                       | (7)                                                      | Costa Rica                            | 0,773                                    | 0,005                                                                                    |
| 63                                       | (4)                                                      | Grenada                               | 0,770                                    | 0,002                                                                                    |
| 64                                       | (2)                                                      | Líbia                                 | 0,769                                    | 0,004                                                                                    |
| 64                                       | (3)                                                      | Malajzia                              | 0,769                                    | 0,006                                                                                    |
| 64                                       | (5)                                                      | Szerbia                               | 0,769                                    | 0,002                                                                                    |
| 67                                       | (7)                                                      | Antigua és Barbuda                    | 0,760                                    | 0,001                                                                                    |
| 67                                       | (5)                                                      | Trinidad és Tobago                    | 0,760                                    | 0,002                                                                                    |
| 69                                       | (1)                                                      | Kazahsztán                            | 0,754                                    | 0,010                                                                                    |
| 70                                       | Állandó                                                  | Albánia                               | 0,749                                    | 0,003                                                                                    |
| 71                                       | (1)                                                      | Venezuela                             | 0,748                                    | 0,004                                                                                    |
| 72                                       | (10)                                                     | Dominikai Közösség                    | 0,745                                    | 0,002                                                                                    |
| 72                                       | (2)                                                      | Grúzia                                | 0,745                                    | 0,010                                                                                    |
| 72                                       | (2)                                                      | Libanon                               | 0,745                                    | 0,002                                                                                    |
| 72                                       | Állandó                                                  | Saint Kitts és Nevis                  | 0,745                                    | Állandó                                                                                  |
| 76                                       | (13)                                                     | Irán                                  | 0,742                                    | 0,002                                                                                    |
| 77                                       | (4)                                                      | Peru                                  | 0,741                                    | 0,008                                                                                    |
| 78                                       | Állandó                                                  | Macedónia                             | 0,740                                    | 0,004                                                                                    |
| 78                                       | (1)                                                      | Ukrajna                               | 0,740                                    | 0,007                                                                                    |
| 80                                       | (2)                                                      | Mauritius                             | 0,737                                    | 0,005                                                                                    |
| 81                                       | (7)                                                      | Bosznia-Hercegovina                   | 0,735                                    | 0,002                                                                                    |
| 82                                       | (6)                                                      | Azerbajdzsán                          | 0,734                                    | Állandó                                                                                  |
| 83                                       | (3)                                                      | Saint Vincent és a Grenadine-szigetek | 0,733                                    | 0,002                                                                                    |
| 84                                       | (6)                                                      | Omán                                  | 0,731                                    | 0,003                                                                                    |
| 85                                       | Állandó                                                  | Brazília                              | 0,730                                    | 0,004                                                                                    |
| 86                                       | (6)                                                      | Jamaica                               | 0,730                                    | 0,003                                                                                    |
| 87                                       | Állandó                                                  | Örményország                          | 0,729                                    | 0,007                                                                                    |
| 88                                       | (5)                                                      | Saint Lucia                           | 0,725                                    | 0,002                                                                                    |
| 89                                       | (5)                                                      | Ecuador                               | 0,724                                    | 0,005                                                                                    |
| 90                                       | (2)                                                      | Törökország                           | 0,722                                    | 0,007                                                                                    |
| 91                                       | (3)                                                      | Kolumbia                              | 0,719                                    | 0,005                                                                                    |
| 92                                       | (5)                                                      | Srí Lanka                             | 0,715                                    | 0,010                                                                                    |
| 93                                       | (1)                                                      | Algéria                               | 0,713                                    | 0,003                                                                                    |
| 94                                       | Állandó                                                  | Tunézia                               | 0,712                                    | 0,002                                                                                    |

| Rangsor                                  | Rangsor                                                  | Ország                    | HDI                                      | HDI                                                                                      |
| Új 2013-as becslések 2012-re vonatkozóan | Változások a 2013-as rangsorban a 2011-eshez viszonyítva | Ország                    | Új 2013-as becslések 2012-re vonatkozóan | Változások összehasonlítása a 2012-es adatok és a 2010-es javított adatok összevetésével |
| ---------------------------------------- | -------------------------------------------------------- | ------------------------- | ---------------------------------------- | ---------------------------------------------------------------------------------------- |
| 95                                       | (4)                                                      | Tonga                     | 0,710                                    | 0,001                                                                                    |
| 96                                       | (4)                                                      | Belize                    | 0,702                                    | 0,002                                                                                    |
| 96                                       | (2)                                                      | Dominikai Köztársaság     | 0,702                                    | 0,005                                                                                    |
| 96                                       | (3)                                                      | Fidzsi-szigetek           | 0,702                                    | 0,003                                                                                    |
| 96                                       | (3)                                                      | Szamoa                    | 0,702                                    | 0,003                                                                                    |
| 100                                      | (6)                                                      | Jordánia                  | 0,700                                    | 0,001                                                                                    |
| 101                                      | Állandó                                                  | Kína                      | 0,699                                    | 0,010                                                                                    |
| 102                                      | Állandó                                                  | Türkmenisztán             | 0,698                                    | 0,010                                                                                    |
| —                                        | (1)                                                      | A Föld országainak átlaga | 0,694                                    | Növekedés                                                                                |
| 103                                      | Állandó                                                  | Thaiföld                  | 0,690                                    | 0,004                                                                                    |
| 104                                      | (5)                                                      | Maldív-szigetek           | 0,688                                    | 0,005                                                                                    |
| 105                                      | (1)                                                      | Suriname                  | 0,684                                    | 0,005                                                                                    |
| 106                                      | (1)                                                      | Gabon                     | 0,683                                    | 0,007                                                                                    |
| 107                                      | (2)                                                      | El Salvador               | 0,680                                    | 0,002                                                                                    |
| 108                                      | Állandó                                                  | Bolívia                   | 0,675                                    | 0,007                                                                                    |
| 108                                      | (2)                                                      | Mongólia                  | 0,675                                    | 0,018                                                                                    |
| 110                                      | (4)                                                      | Palesztina                | 0,670                                    | 0,008                                                                                    |
| 111                                      | (4)                                                      | Paraguay                  | 0,669                                    | 0,001                                                                                    |
| 112                                      | Állandó                                                  | Egyiptom                  | 0,662                                    | 0,001                                                                                    |
| 113                                      | (2)                                                      | Moldova                   | 0,660                                    | 0,008                                                                                    |
| 114                                      | (2)                                                      | Fülöp-szigetek            | 0,654                                    | 0,005                                                                                    |
| 114                                      | Állandó                                                  | Üzbegisztán               | 0,654                                    | 0,010                                                                                    |
| 116                                      | (3)                                                      | Szíria                    | 0,648                                    | 0,002                                                                                    |
| 117                                      | (1)                                                      | Mikronézia                | 0,645                                    | 0,006                                                                                    |
| 118                                      | (1)                                                      | Guyana                    | 0,636                                    | 0,008                                                                                    |
| 119                                      | (1)                                                      | Botswana                  | 0,634                                    | 0,001                                                                                    |
| 120                                      | Állandó                                                  | Honduras                  | 0,632                                    | 0,003                                                                                    |
| 121                                      | (3)                                                      | Indonézia                 | 0,629                                    | 0,009                                                                                    |
| 121                                      | (1)                                                      | Kiribati                  | 0,629                                    | 0,001                                                                                    |
| 121                                      | (2)                                                      | Dél-afrikai Köztársaság   | 0,629                                    | 0,008                                                                                    |
| 124                                      | Állandó                                                  | Vanuatu                   | 0,626                                    | 0,003                                                                                    |
| 125                                      | (1)                                                      | Kirgizisztán              | 0,622                                    | 0,007                                                                                    |
| 125                                      | (2)                                                      | Tádzsikisztán             | 0,622                                    | 0,010                                                                                    |
| 127                                      | (1)                                                      | Vietnam                   | 0,617                                    | Nincs adat                                                                               |
| 128                                      | (8)                                                      | Namíbia                   | 0,608                                    | 0,004                                                                                    |
| 129                                      | Állandó                                                  | Nicaragua                 | 0,599                                    | 0,006                                                                                    |
| 130                                      | Állandó                                                  | Marokkó                   | 0,591                                    | 0,005                                                                                    |
| 131                                      | (1)                                                      | Irak                      | 0,590                                    | 0,012                                                                                    |
| 132                                      | (1)                                                      | Zöld-foki Köztársaság     | 0,586                                    | 0,005                                                                                    |
| 133                                      | (2)                                                      | Guatemala                 | 0,581                                    | 0,002                                                                                    |
| 134                                      | (13)                                                     | Kelet-Timor               | 0,576                                    | 0,011                                                                                    |
| 135                                      | Állandó                                                  | Ghána                     | 0,558                                    | 0,018                                                                                    |
| 136                                      | Állandó                                                  | Egyenlítői-Guinea         | 0,554                                    | 0,007                                                                                    |
| 136                                      | (2)                                                      | India                     | 0,554                                    | 0,007                                                                                    |
| 138                                      | (1)                                                      | Kambodzsa                 | 0,543                                    | 0,011                                                                                    |
| 138                                      | Állandó                                                  | Laosz                     | 0,543                                    | 0,009                                                                                    |
| 140                                      | Állandó                                                  | Bhután                    | 0,538                                    | 0,013                                                                                    |
| 141                                      | (1)                                                      | Szváziföld                | 0,536                                    | 0,004                                                                                    |

| Rangsor                                  | Rangsor                                                  | Ország                          | HDI                                      | HDI                                                                                      |
| Új 2013-as becslések 2012-re vonatkozóan | Változások a 2013-as rangsorban a 2011-eshez viszonyítva | Ország                          | Új 2013-as becslések 2012-re vonatkozóan | Változások összehasonlítása a 2012-es adatok és a 2010-es javított adatok összevetésével |
| ---------------------------------------- | -------------------------------------------------------- | ------------------------------- | ---------------------------------------- | ---------------------------------------------------------------------------------------- |
| 142                                      | (5)                                                      | Kongói Köztársaság              | 0,534                                    | 0,005                                                                                    |
| 143                                      | (1)                                                      | Salamon-szigetek                | 0,530                                    | 0,008                                                                                    |
| 144                                      | (1)                                                      | São Tomé és Príncipe            | 0,525                                    | 0,005                                                                                    |
| 145                                      | (2)                                                      | Kenya                           | 0,519                                    | 0,008                                                                                    |
| 146                                      | Állandó                                                  | Banglades                       | 0,515                                    | 0,007                                                                                    |
| 146                                      | (1)                                                      | Pakisztán                       | 0,515                                    | 0,003                                                                                    |
| 148                                      | Állandó                                                  | Angola                          | 0,508                                    | 0,006                                                                                    |
| 149                                      | Állandó                                                  | Mianmar                         | 0,498                                    | 0,008                                                                                    |
| 150                                      | Állandó                                                  | Kamerun                         | 0,495                                    | 0,007                                                                                    |
| 151                                      | Állandó                                                  | Madagaszkár                     | 0,483                                    | 0,001                                                                                    |
| 152                                      | Állandó                                                  | Tanzánia                        | 0,476                                    | 0,010                                                                                    |
| 153                                      | (2)                                                      | Nigéria                         | 0,471                                    | 0,009                                                                                    |
| 154                                      | (1)                                                      | Szenegál                        | 0,470                                    | Állandó                                                                                  |
| 155                                      | (4)                                                      | Mauritánia                      | 0,467                                    | 0,003                                                                                    |
| 156                                      | (4)                                                      | Pápua Új-Guinea                 | 0,466                                    | 0,008                                                                                    |
| 157                                      | Állandó                                                  | Nepál                           | 0,463                                    | 0,005                                                                                    |
| 158                                      | (2)                                                      | Lesotho                         | 0,461                                    | 0,009                                                                                    |
| 159                                      | (3)                                                      | Togo                            | 0,459                                    | 0,007                                                                                    |
| 160                                      | (6)                                                      | Jemen                           | 0,458                                    | Nincs adat                                                                               |
| 161                                      | (3)                                                      | Haiti                           | 0,456                                    | 0,006                                                                                    |
| 161                                      | Állandó                                                  | Uganda                          | 0,456                                    | 0,006                                                                                    |
| 163                                      | (1)                                                      | Zambia                          | 0,448                                    | Nincs adat                                                                               |
| 164                                      | Állandó                                                  | Dzsibuti                        | 0,445                                    | 0,014                                                                                    |
| 165                                      | (3)                                                      | Gambia                          | 0,439                                    | 0,002                                                                                    |
| 166                                      | (1)                                                      | Benin                           | 0,436                                    | 0,004                                                                                    |
| 167                                      | (1)                                                      | Ruanda                          | 0,434                                    | 0,009                                                                                    |
| 168                                      | (2)                                                      | Elefántcsontpart                | 0,432                                    | 0,005                                                                                    |
| 169                                      | (6)                                                      | Comore-szigetek                 | 0,429                                    | 0,003                                                                                    |
| 170                                      | Állandó                                                  | Malawi                          | 0,418                                    | 0,005                                                                                    |
| 171                                      | (2)                                                      | Szudán                          | 0,414                                    | 0,003                                                                                    |
| 172                                      | (1)                                                      | Zimbabwe                        | 0,397                                    | 0,001                                                                                    |
| 173                                      | (1)                                                      | Etiópia                         | 0,396                                    | 0,009                                                                                    |
| 174                                      | (8)                                                      | Libéria                         | 0,388                                    | 0,021                                                                                    |
| 175                                      | (3)                                                      | Afganisztán                     | 0,374                                    | 0,006                                                                                    |
| 176                                      | Állandó                                                  | Bissau-Guinea                   | 0,364                                    | 0,003                                                                                    |
| 177                                      | (3)                                                      | Sierra Leone                    | 0,359                                    | 0,013                                                                                    |
| 178                                      | (7)                                                      | Burundi                         | 0,355                                    | 0,007                                                                                    |
| 178                                      | Állandó                                                  | Guinea                          | 0,355                                    | 0,006                                                                                    |
| 180                                      | (1)                                                      | Közép-afrikai Köztársaság       | 0,352                                    | 0,008                                                                                    |
| 181                                      | (4)                                                      | Eritrea                         | 0,351                                    | 0,009                                                                                    |
| 182                                      | (7)                                                      | Mali                            | 0,344                                    | Állandó                                                                                  |
| 183                                      | (2)                                                      | Burkina Faso                    | 0,343                                    | 0,009                                                                                    |
| 184                                      | (1)                                                      | Csád                            | 0,340                                    | 0,004                                                                                    |
| 185                                      | (1)                                                      | Mozambik                        | 0,327                                    | 0,009                                                                                    |
| 186                                      | (1)                                                      | Kongói Demokratikus Köztársaság | 0,304                                    | 0,009                                                                                    |
| 186                                      | Állandó                                                  | Niger                           | 0,304                                    | 0,006                                                                                    |

## Országok és területek, melyek nem szerepelnek a listában

### ENSZ tagállam országok (Az Egyesült Nemzetek Fejlesztési Programjának utolsó adatai alapján)
| Rangsorolás éve                         | Rangsorolás éve                         | Ország                                  | HDI                                     | Rangsor                                 | Forrás                                  |
| Publication                             | Data                                    | Ország                                  | HDI                                     | Rangsor                                 | Forrás                                  |
| Nagyon magas humán fejlettségű országok | Nagyon magas humán fejlettségű országok | Nagyon magas humán fejlettségű országok | Nagyon magas humán fejlettségű országok | Nagyon magas humán fejlettségű országok | Nagyon magas humán fejlettségű országok |
| --------------------------------------- | --------------------------------------- | --------------------------------------- | --------------------------------------- | --------------------------------------- | --------------------------------------- |
| 1997                                    |                                         | Monaco                                  | 0,946                                   | Nincs adat                              |                                         |
| 1997                                    |                                         | San Marino                              | 0,944                                   | Nincs adat                              |                                         |
| Közepes humán fejlettségű országok      |                                         |                                         |                                         |                                         |                                         |
| 1998                                    | 1995                                    | Észak-Korea                             | 0,766                                   | 75                                      | [ 3 ]                                   |
| 1998                                    |                                         | Nauru                                   | 0,663                                   | Nincs adat                              |                                         |
| 1998                                    |                                         | Tuvalu                                  | 0,583                                   | Nincs adat                              |                                         |
| 1998                                    |                                         | Marshall-szigetek                       | 0,563                                   | Nincs adat                              |                                         |
| Alacsony humán fejlettségű országok     |                                         |                                         |                                         |                                         |                                         |
| 2001                                    | 2001                                    | Szomália                                | 0,284                                   | 161                                     | [ 4 ] [ mj 1 ]                          |
| Egyéb                                   |                                         |                                         |                                         |                                         |                                         |
|                                         |                                         | Dél-Szudán                              | Nincs adat                              | Nincs adat                              |                                         |

### Nem ENSZ tagállam országok és területek
| Rangsorolás éve                         | Rangsorolás éve                         | Ország vagy terület                     | HDI                                     | Rangsor                                 | Forrás                                  |
| Megjelenés                              | Adatok                                  | Ország vagy terület                     | HDI                                     | Rangsor                                 | Forrás                                  |
| Nagyon magas humán fejlettségű országok | Nagyon magas humán fejlettségű országok | Nagyon magas humán fejlettségű országok | Nagyon magas humán fejlettségű országok | Nagyon magas humán fejlettségű országok | Nagyon magas humán fejlettségű országok |
| --------------------------------------- | --------------------------------------- | --------------------------------------- | --------------------------------------- | --------------------------------------- | --------------------------------------- |
| 1998                                    |                                         | Puerto Rico                             | 0,942                                   | Nincs adat                              | [ 5 ]                                   |
| 2008                                    | 2005                                    | Martinique                              | 0,929                                   | 24                                      | [ 6 ]                                   |
| 1998                                    |                                         | Grönland                                | 0,927                                   | Nincs adat                              | [ 7 ]                                   |
| 2008                                    | 2005                                    | Guadeloupe                              | 0,912                                   | 28                                      | [ 6 ]                                   |
| 2010                                    | 2007                                    | Makaó                                   | 0,944                                   | 23                                      | [ 8 ]                                   |
| 2011                                    | 2011                                    | Tajvan                                  | 0,882                                   | 22                                      | [ mj 2 ]                                |
| Magas humán fejlettségű országok        |                                         |                                         |                                         |                                         |                                         |
| 2012                                    | 2012                                    | Koszovó*                                | 0,714                                   | 87                                      | [ 10 ]                                  |
| 2008                                    | 2005                                    | Új-Kaledónia                            | 0,878                                   | 34                                      | [ 6 ]                                   |
| 2007                                    | 2004                                    | Réunion                                 | 0,870                                   | 35                                      | [ 6 ] [ 11 ]                            |
| 2008                                    | 2005                                    | Francia Polinézia                       | 0,864                                   | 42                                      | [ 6 ]                                   |
| 2008                                    | 2005                                    | Francia Guyana                          | 0,862                                   | 43                                      | [ 6 ]                                   |

## Fordítás
Ez a szócikk részben vagy egészben  a   List of Countries by Human Developement Index című angol Wikipédia-szócikk ezen változatának fordításán alapul.  Az eredeti cikk szerkesztőit annak laptörténete sorolja fel. Ez a jelzés csupán a megfogalmazás eredetét és a szerzői jogokat jelzi, nem szolgál a cikkben szereplő információk forrásmegjelöléseként.
1. ↑  HDI not available before 2011 in latest report